# Uomini nudi
Uomini nudi (titolo originale in inglese The Inheritors) è il secondo romanzo dello scrittore britannico premio Nobel per la letteratura William Golding, pubblicato in originale nel 1955, in Italia nel 1958 dalla casa editrice Aldo Martello. Nel 2021 è stato ripubblicato da Mondadori con il titolo Il destino degli eredi. 
Il libro narra la storia di un gruppo di neandertaliani, e del loro fatale incontro con l'homo sapiens, visto attraverso gli occhi degli stessi protagonisti. 

## Trama
Come ogni anno, con la fine dell'inverno la "gente" compie il viaggio per raggiungere il proprio rifugio estivo, nella grotta sopra la cascata. Il vecchio Mal mostra i suoi anni ma riesce ancora a fornire consigli utili per guidare il gruppo, Ha è quello con più immagini, Lok invece ne ha poche, ma è il più vigoroso, assieme alla giovane Liku, sempre pronta agli scherzi. Fa, Nil con il suo piccolo, e la vecchia madre, custode del fuoco e dei segreti di Oa, progenitrice di tutti, completano il piccolo gruppo della "gente". Ma qualcosa di straordinario sconvolge le loro abitudini: nell'isola vicino alla cascata ci sono altri come loro. Si rivelano presto una presenza infausta: prima sparisce Ha, poi Nil e la vecchia vengono uccise, e Liku viene rapita con il piccolo. Tocca a Lok e Fa tentare di scoprire cosa sta succedendo, studiando le strane ed incomprensibili abitudini di questa gente nuova. Il tentativo di salvare Liku ed il piccolo finirà disastrosamente, segnando in modo tragico l'impossibilità di qualsiasi contatto pacifico fra le due comunità.

## Edizioni
- William Golding, Uomini nudi, traduzione di Giorgio Monicelli, Interno Giallo, settembre 1991  [1955], ISBN 88-356-0116-9.
- William Golding, Il destino degli eredi, traduzione di Giorgio Monicelli, Oscar Moderni, Mondadori, 2021, ISBN 9788804736622.